# Sanzenbach (Bibers)
Der Sanzenbach ist ein Bach im Gemeindegebiet von Rosengarten im Landkreis Schwäbisch Hall im nordöstlichen Baden-Württemberg von 3,6 km Länge, der bei Rieden von rechts in die Bibers mündet.

## Name
Der Name ist ein Kompositum mit dem Grundwort -bach und dem Genitiv des althochdeutschen Personennamen Sanzo als Bestimmungswort.

## Geographie

### Quelle und Verlauf
Der Sanzenbach entspringt etwa 7,5 km südwestlich von Schwäbisch Hall am Ostabfall des Mainhardter Waldes über der Südwestspitze der Hügellandschaft Rosengarten. Etwa einen Kilometer westlich liegt der Schwäbisch Haller Weiler Sittenhardt auf der Hochebene (bis 512,5 m ü. NN), etwa anderthalb Kilometer ostnordöstlich der Weiler Sanzenbach der Gemeinde Rosengarten (um 360 m ü. NN). Die Quelle selbst liegt am Waldhang auf etwa 442 m ü. NN zwischen der Geißklinge im Norden und der Spitalhalden im Osten.
In nordöstlicher Richtung läuft der junge Bach seine Waldklinge hinunter und tritt nach etwa 0,6 km und auf ungefähr 384 m ü. NN in flachem Lauf in die weite Flurbucht ein, passiert etwa 100 m später drei winzige Teiche, denen gegenüber auf dem linken Hang das Zimmertshaus steht. Nach diesen fließt von rechts ein kleiner Bach aus der Spitalhalden zu, der am Fuß des Waldhangs aus der Spitze eines Heckenvorsprungs in die Wiese eintritt. 400 m weiter talab passiert der Sanzenbach einen krautigen Teich zu seiner Linken und biegt dann nach Osten. Vom westlich des Zimmertshauses liegenden Büschelberg läuft hier eine Waldklinge am Rand der Aue aus, in der ein winziger Teich liegt, der nach Topographie, jedoch nicht merklich zum Sanzenbach entwässert. Nach 1,8 km fließt dem Bach auf Höhe der ersten Häuser des Weilers Sanzenbach von rechts der Hellenklingenbach zu, der aus einer Waldklinge zwischen Spitalhalden im Südwesten und Gemeindewald im Süden hervortritt und an der Flurgrenze zunächst einen 0,3 ha großen Teich durchläuft. Hier fließt der Sanzenbach schon in einer kleinen, aber deutlichen Mulde zu Füßen des gleichnamigen Weilers und nimmt 100 Meter später einen kürzeren Zufluss diesmal von links aus den Büschelwiesen auf.
Nach 2,2 km läuft er unter der K 2593 durch, die vom Weiler Sanzenbach nach Bibersfeld im Nordosten läuft; hier stehen ein paar Häuser der Ansiedlung in der Mulde und links des Laufs. Hundert Meter danach entwässert von rechts ein unscheinbares Gewässer in den Sanzenbach, das am Nordrand des Gemeindewaldes entsteht und zuvor das Gelände des ehemaligen Wasserschlosses Sanzenbach auf der niedrigen Landterrasse oberhalb der Sanzenbach-Mulde berührt hat; nach Lage der Dinge muss es gleichwohl diesem das Wasser zugeführt haben, von der sich am Süd- und Westrand des Burgstalls Feuchtzonen erhalten haben. 2,7 km unterhalb der Quelle liegt wiederum ein Teich von diesmal 0,1 ha rechts des Bachlaufs, der jetzt schon in viel tieferer Mulde verläuft. Nachdem er selbst einen Aussiedlerhof am linken Hang passiert hat, mündet nach insgesamt 3,1 km von dieser Seite der Langwiesenbach in ihn. Nach insgesamt 3,6 km tritt der Sanzenbach zwischen alten Abbauen am rechten und linken Mündungssporn und auch gegenüber in ein Tal im obersten Muschelkalk und ergießt sich darin kurz vor dem Riedener Bad von links bei einer in deren Bachbett angelegten Fußgängerfurt auf etwa 247 m ü. NN in die Bibers.

### Einzugsgebiet
Der Sanzenbach entwässert ein Gebiet von 4,5 Quadratkilometer Fläche westlich von deren Unterlauf in die Bibers. Es liegt zum größeren Teil in der leicht hügeligen Landschaft des Rosengartens, zum kleineren am Schichtstufenhang im Westen und Süden hoch zum Mainhardter Wald. Der erste liegt in freier Flur, am Berganstieg steht meist Wald.
Die Westspitze des Einzugsgebietes liegt auf der Kuppe Hartäcker am Ostrand der Hochebene um Sittenhardt, die im nördlichen Teil über den Sittenhardter Bach und den Rötenbach zur Fichtenberger Rot entwässert. Von hier läuft die Wasserscheide in Richtung Ostnordosten über den Bergvorsprung des Büschelbergs ins Hügelland hinab und bis zur Mündung in die Bibers an ihrer Ostspitze. Der jenseitige Konkurrent ist hier der etwa parallele Bibers-Zufluss Sülzbach. Von der Mündung zieht die Wasserscheide nach Südwesten über die Sanzenbacher Ebene und dann zwischen den Hangwäldern Bülz und Gemeindewald weiter den steilen Schichtstufenhang hoch zur westlichen Lichten Platte. Hier entwässert das außen anliegende Gebiet über die zum unteren Sanzenbach ebenfalls parallele, kleinere Riedach ebenfalls zur Bibers. Oben auf der Hochebene läuft die Grenze des Einzugsgebiets in einem leichten Bogen westlich und dann nordwestlich ungefähr auf der Trasse der Verbindungsstraße zwischen Sanzenbach und Sittenhardt wieder zurück zu den Hartäckern. Jenseitige Konkurrenten sind auf dieser Strecke erst der größte Bibers-Zufluss Dendelbach und danach auf dem längeren Stück der wiederum zur Fichtenberger Rot entwässernde Söllbach.
Die Besiedlung im Einzugsgebiet ist gering und meidet die Nähe des Bachufers. Neben dem Ort Sanzenbach mit drei oder vier einzeln stehenden, namenlosen Höfen im Außenbereich liegt darin nur noch der Wohnplatz Zimmertshaus. Abgesehen von einem kleinen Schnipsel Bibersfelder Gemarkung von Schwäbisch Hall im Westen gehört das gesamte Einzugsgebiet zur Gemeinde Rosengarten, zu der auch alle Siedlungsplätze zählen.

### Zuflüsse
Liste der Zuflüsse und  Seen. Aufreihung von der Quelle zur Mündung. Erhoben aus LUBW-FG10/LUBW-SG10 und TK25. Gewässerverläufe, -längen und -flächen bevorzugt nach LUBW, Namen bevorzugt nach TK25. Längen auf volle hundert Meter, Flächen auf Zehntelshektar gerundet.
Quelle des Sanzenbachs am mittleren Waldhang zwischen der Geißklinge und der Spitalhalden auf etwa 442 m ü. NN.
- Drei Teiche von zusammen etwa 0,1 ha rechts am Bach gegenüber dem Zimmertshaus.
- (Zufluss aus einem Heckenvorsprung zu Füßen der Spitalhalden), von rechts am Ende der Teiche aus dem Birkach, mindestens 0,3 km.[7]
- Röhrichtteich links der Ostkehre des Sanzenbachs, unter 0,1 ha.
Ab hier begleitet eine Buschreihe den Bach.
- Hellenklingenbach, von rechts bei den ersten Häusern Sanzenbachs an einer Feldwegquerung, 1,0 km und ca. 0,6 km². Entsteht in einer Waldklinge zwischen Spitalhalden im Westen und Gemeindewald im Osten und speist am Waldrand einen 0,3 ha großen Teich.
- (Bach aus den Aunzenäckern), von links hundert Meter nach dem vorigen, 0,8 km. und unter 0,3 km².
- (Bach vom Rand des Wasserschlosses Sanzenbach), von rechts etwa hundert Meter nach der querenden Haalstraße (K 2593), ca. 0,6 km und ca. 0,4 km². Entsteht am Fuß des Gemeindewalds und berührt den Burgstall im Nordwesten. Baumbestandener Seitenzweig am Südrand des Geländes.
- Teich von 0,1 ha Größe rechts des Laufs an einer Feldwegquerung.
- Langwiesenbach, von links neben einer aufgelassenen Steinbruchgrube, 1,3 km und ca. 0,6 km².. Quelle in den Kräutlesäckern.

Mündung des Sanzenbachs 3,6 km unterhalb seiner Quelle oberhalb des Riedener Bades von rechts in die Bibers.

## Geologie
Der Sanzenbach entsteht im Übergangsbereich zwischen Schilfsandstein (Stuttgart-Formation) und dem Gipskeuper (Grabfeld-Formation) darunter. Der Bach erreicht etwa an seinem Ostknick den Lettenkeuper (Erfurt-Formation), in dem er dann bis kurz vor der Mündung läuft. Im Talgrund liegen hier anmoorige Böden. Der Mündungstrichter ins Biberstal ist in den Oberen Muschelkalk eingeschnitten.
Sein Einzugsgebiet beginnt oben am Rand der Kieselsandstein-Hochflächen (Hassberge-Formation) östlich von Sittenhardt bzw. im Süden auf der Lichten Platte. Unter einem schmalen Steilhangsaum im Unteren Bunten Mergel (Steigerwald-Formation) liegt nur im Westen an einer Stelle ein Schilfsandstein-Streifen von merklicher Breite. Am Mittelkeuperhang im Süden hoch zum Kieselsandstein findet sich verbreitet Blockschutt. Auf dem Hügelrücken zwischen Unterlauf und der Riedach rechts liegt Löss.

## Landschaft
Die den Sanzenbach umgebende Landschaft gliedert sich natürlich in den Hangwald im Süden und Westen des Einzugsgebietes, der etwas mehr als ein Drittel von dessen Gesamtfläche einnimmt, und die flachhügelige Rosengarten-Landschaft zu seinen Füßen. Letztere besteht zur einen Hälfte aus Grünland, das auch außerhalb der schmalen Talmulde in den flacheren Lagen weite Flächen einnimmt, und zur anderen aus Äckern, die sich mancherorts auch bis ans Bachufer herabziehen.
Am Sanzenbach und in seiner Umgebung gibt es etliche geschützte Biotope. Viele sind Feuchtgebiete, so die naturbelassene Umgebung des kleinen Bachs, der dem Sanzenbach von rechts aus dem Birkach zufließt; der Kleinweiher in einer Waldklinge im Osthang des Büschelbergs; der Weiher am von einem Gehölzstreifen gesäumten Ostknick des Baches, in dem Röhricht steht; eine Nasswiese in einer Lichtung am Hang im Süden zwischen der Waldsteige nach Sittenhardt und dem Hellenklingenbach; ein begleitender Gehölzstreifen nach dem Waldaustritt des Hellenklingenbachs selbst; ein Feuchtgebiet im Süden und Westen des ehemaligen Wasserschlosses; und ein naturnaher Abschnitt am mündenden Langwiesenbach mit Gehölz. Der Sanzenbach selbst läuft unterhalb des Weilers meist in einem recht geraden V-Graben, an dem nur selten ein Baum oder Strauch steht.
Außer am Hohlwegabschnitt in Fortsetzung des Kiesbergweges aus dem Weiler zum Wasserreservoir im Gemeindewald stehen noch an anderen Stellen geschützte Feldgehölze: Nördlich der Spitalhalden ragt eine Gehölzspitze ins Flurgewann Birkach, aus dem der oben genannte kleine Bach ausfließt. Am östlichen Ortsrand des Weilers steht dicht am „Wasserschlossbach“ eine weitere Feldhecke und links des untersten Laufes zieht sich vom Zufluss des Langwiesenbachs an bis fast zur Mündung ein Heckenstreifen am hier sehr ausgeprägten oberen Hangknick entlang und trennt Ackerland oberhalb von beweidetem Hang darunter. In der unteren Hälfte dieses Bachabschnittes läuft ein weiterer und breiterer Heckenstreifen links des Bachs in der Mulde.
Das gesamte Einzugsgebiet bis hin zur Bibers gehört zum Naturpark Schwäbisch-Fränkischer Wald.

## Geschichte
Am Nordrand der Lichten Platte liegt neben einem aus Richtung des Beilbergs westwärts ziehenden Wirtschaftsweg kurz vor einer Gabel der überwachsene Trümmerhaufen des ehemaligen Sanzenbacher Landturms der Haller Landheeg. Ein Abschnitt der Heeg zog hier, aus dem Dendelbachtal kommend, oberhalb der Spitalhalden und der Geißklinge westlich und später nördlich ungefähr am Trauf des Mainhardter Waldes entlang.
In den Spitalhalden ziehen einige aufgelassene Hohlwege steiler als der heutige Fahrweg mit seiner Serpentine den recht lehmigen Hang hoch, heute sind sie durch Überwachsung und Hanggeröll weithin ungangbar.